# 山田智彦
山田 智彦（やまだ ともひこ、1936年3月23日 - 2001年4月17日）は、日本の小説家。

## 来歴・人物
神奈川県生まれ。1958年、早稲田大学第一文学部独文科卒業。同大学院文学研究科独文科修士課程修了。
東京相互銀行（のち東京相和銀行）に勤務しながら小説を書き、1967年、「犬の生活」で文学界新人賞に佳作入選、デビュー。1971年、初の作品集『結婚生活』を上梓。
芥川賞の候補に5回挙がるが受賞ならず（1968年上半期「予言者」、68年下半期「父の謝肉祭」、71年上半期「実験室」、72年上半期「家を出る」、72年下半期「蟻の塔」）。
1976年、長編『水中庭園』で毎日出版文化賞受賞。
1976年の『重役候補』以来、企業小説を書き、ほかにビジネス書も執筆し、重点がそちらに移る。1986年の『蒙古襲来』以来、歴史小説も書く。作家活動を続けながらも銀行員を続け、1999年に同行が破綻するまで監査役や顧問を歴任した。2001年週刊ポストに日蓮の連載をはじめるが、四週分を書いたが、すい臓がんで逝く。
作家の小林信彦とはともに作家かけだし時代からの親友で、小林は山田のことを「日本最初のモダン・ホラー作家」と評価し、ホラー小説集『蜘蛛の館』を編集、解説を執筆した。

## 著書

### 純文学
- 『結婚生活』三笠書房, 1971 のち角川文庫
- 『父の謝肉祭』新潮社, 1971
- 『実験室』河出書房新社, 1972 のち集英社文庫
- 『家を出る』文藝春秋, 1972
- 『蟻の塔』文藝春秋, 1973
- 『愛の終り』冬樹社, 1973 のち角川文庫
- 『光は東方より』新潮社, 1974 のち集英社文庫
- 『霧笛の街から』冬樹社, 1974
- 『予言者』角川文庫, 1974
- 『幻の湖へ』講談社, 1975
- 『蜘蛛の館』角川文庫, 1976 小林信彦編
- 『失踪宣告』日本経済新聞社, 1976 のち角川文庫
- 『城への招待』日本経済新聞社, 1976 のち角川文庫
- 『水中庭園』文藝春秋, 1976 のち福武文庫
- 『闇からの招待』集英社, 1977
- 『湖の墓』角川文庫, 1979
- 『魔の時間への旅』新潮社, 1980
- 『奇妙な小説』毎日新聞社, 1980
- 『シルクロードの生贄』講談社, 1983
- 『マジャールの女』新潮社, 1986

### ビジネス小説
- 『重役候補』日本経済新聞社, 1976 のち文春文庫、角川文庫
- 『オフィスの日曜日』集英社, 1976 のち文庫
- 『重役室25時』角川書店, 1977 のち文庫、徳間文庫
- 『青年の領域 ビジネス・エリートへの道』文藝春秋, 1979 のち光文社文庫
- 『クレムリン銀行』角川書店, 1979 のち文庫
- 『多国籍銀行事件』文藝春秋, 1981 のち光文社文庫
- 『支店長室の六人』新潮社, 1982 のち文庫
- 『ザ・マーケット』日本経済新聞社, 1983 のち講談社文庫
- 『重役室午前零時』光文社カッパ・ノベルス、1985) のち文庫
- 『24時間の罠』光文社(カッパ・ノベルス)　1986
- 『頭脳集団』サンケイ出版, 1986 のち廣済堂文庫
- 『人間関係 都市銀行二人の支店長』福武書店, 1987 のち文庫、講談社文庫
- 『人材銀行』サンケイ出版, 1987 「ヘッドハンター」と改題、講談社文庫
- 『銀行頭取』講談社, 1990 のち文庫
- 『東京・マネーマーケット』文藝春秋, 1990 のち文庫
- 『銀行合併』講談社, 1991 のち文庫
- 『頭取の首』文藝春秋, 1992 のち文庫
- 『偽りの帝国』小学館, 1993 「崩壊」と改題、文庫
- 『銀行 男たちのサバイバル』日本放送出版協会, 1993 のち文春文庫
- 『銀行密室会議』広済堂出版, 1994 のち文庫、徳間文庫
- 『銀行消失』講談社, 1994 のち文庫
- 『罠の行方』朝日新聞社, 1994 「危険銀行」と改題、講談社文庫
- 『第三の取締役』毎日新聞社, 1994 「銀行淘汰」と改題、講談社文庫
- 『浮沈に賭ける』読売新聞社, 1995 「銀行人事抗争」と改題、講談社文庫
- 『解雇 男たちのリストラ』小学館, 1995 のち文庫
- 『銀行男たちの挑戦』光文社, 1996 のち文春文庫
- 『銀行屋研次郎事故簿』講談社, 1997 「銀行裏総務」と改題、文庫
- 『銀行男たちの報酬』日刊工業新聞社, 1998 のち文春文庫
- 『毒針 銀行屋研次郎事故簿 2』講談社, 1999 のち文庫
- 『頭取の死角』潮出版社, 1999
- 『銀行　男たちの決断』文藝春秋, 2000 のち文庫

### ビジネス書その他
- 『新ビジネスマン学 ワン・ポイント事典』毎日新聞社, 1977 のち集英社文庫
- 『体験的クロスオーバーのすすめ 二つの顔で生きる』講談社, 1978 のち河出文庫
- 『長距離ランナーの発想 '80年代を生き抜く』講談社, 1980
- 『サラリーマン30歳までに何をするか』青春出版社(プレイブックス) 1981
- 『女族大陸 南米原色紀行 明日があるさ!』集英社, 1981
- 『人の上に立つ人間学 35歳からの人心掌握術』ベストセラーズ, 1982
- 『ザ・プロレスラー』講談社, 1982
- 『魅惑のアマゾン』文藝春秋, 1983
- 『白夜の未来地図』潮出版社, 1983
- 『グッド・ライフの方法』PHP研究所, 1983
- 『サラリーマンが三足のワラジをはくとき : スタジオからビジネス最前線を追う』潮出版社、1984年12月15日。NDLJP:12275267。
- 『5年後どうする』広済堂出版, 1984
- 『日本航空の選択』光文社(カッパ・ビジネス)　1984
- 『課長になるまで何をすべきか』経済界, 1985 のち河出文庫
- 『花を咲かせる人脈思考』リヨン社, 1985 「人を生かす人脈の作り方」と改題、角川文庫
- 『ビジネス・エリートの冒険』サンケイ出版, 1985
- 『仕事は自動詞 会社人間の時代は終わった』リクルート出版, 1987
- 『経営者「裏と表」の研究』文化創作出版, 1987 のち講談社文庫
- 『上司の動かし方部下の使い方』リヨン社, 1988 「上司と部下の人間学」と改題、角川文庫
- 『気張らずに「自分の値打ち」を高める法』大和出版, 1990 「「自分の値打ち」を高める人間学」と改題、角川文庫
- 『5年後日本はこうなる』広済堂出版, 1992
- 『日本の名随筆 別巻 定年』（編）作品社, 1992
- 『ビジネスマン出世の原理・原則』総合法令, 1992 のち河出文庫
- 『読書はおいしい 人生の達人たちが説く読書の真髄 山田智彦対論』致知出版社, 1995
- 『知的生活の愉しみ方 幸福志向の時代を生きる』PHP研究所, 1996
- 『「サラリーマン破壊」に勝つ 会社に頼るな、自分で生きろ』光文社, 1996 のち河出文庫
- 『ビジネスマン、「自分の夢」実現のセオリー』三笠書房, 1996 「自分を磨く簡単な方法」と改題、河出文庫
- 『仕事に悩んだ時読む本』PHP研究所, 1997
- 『もう一枚の名刺を持とう!』読売新聞社, 1998
- 『金融危機に生かす10の鉄則』青春出版社, 1998

### 歴史小説
- 『蒙古襲来』全6巻 毎日新聞社, 1987－88 のち角川文庫、講談社文庫
- 『遠い架橋 小説水本光任伝』毎日新聞社, 1988
- 『義経の刺客』文藝春秋, 1992
- 『秀吉暗殺』全3巻 文藝春秋, 1994 のち文庫
- 『天狗藤吉郎』読売新聞社, 1995 のち講談社文庫
- 『城盗り秀吉』読売新聞社, 1996 のち講談社文庫
- 『木曾義仲』日本放送出版協会, 1999